# Battaglia del passo di Maravar
La battaglia del passo di Maravar è stata un'operazione militare della 1ª Compagnia del 334º Distaccamento autonomo specnaz avvenuta il 21 aprile del 1985, durante la guerra sovietica in Afghanistan. Durante i combattimenti, il comandante sovietico, capitano Nikolaj Cebruk, perse la vita nel corso degli aspri combattimenti contro i mujaheddin.

## Forze impiegate
La 1ª Compagnia sovietica fu costituita tra la fine del 1984 e l'inizio del 1985 a Mar"ina Horka, in Bielorussia, come parte del 334º Distaccamento autonomo specnaz, appartenente alla 15ª Brigata autonoma specnaz. I suoi membri erano volontari, giovani provenienti da varie regioni dell'Unione Sovietica.
Nel gennaio 1985, il reparto fu trasferito al centro di addestramento delle forze speciali a Čirčik, in Uzbekistan, e a metà marzo dello stesso anno fu inviato in Afghanistan. Il 28 marzo 1985 giunse ad Asadabad, nel nord-est dell'Afghanistan, capoluogo della provincia di Konar, situato a pochi chilometri dal confine con il Pakistan. La 1ª Compagnia del 334º Distaccamento era organizzata secondo una struttura tattica articolata in quattro gruppi di combattimento, ciascuno affidato a un ufficiale subalterno, e sotto il comando complessivo del capitano Nikolaj Cebruk.
Si stima che circa 400 mujaheddin afghani, coadiuvati da membri del gruppo speciale pakistano "Cicogne Nere", si schierarono contro i sovietici.

## Avanzata
Il 20 aprile 1985, alle ore 22:00, il reparto ricevette l’ordine di condurre una missione ricognitiva presso l'insediamento di Sangam, ubicato nella Gola di Maravar, a circa 3 chilometri di distanza dalla base sovietica. L’operazione fu organizzata in seguito alla segnalazione della presenza di un avamposto dei mujāhidīn composto da una decina di combattenti nella suddetta località. L’azione venne concepita dai comandanti sovietici anche come esercitazione tattica su larga scala.
Secondo il piano operativo, la 1ª Compagnia avrebbe dovuto avanzare lungo il fondo della stretta gola, mentre la 2ª e la 3ª Compagnia avrebbero garantito il supporto e la copertura muovendosi lungo le creste adiacenti. L’avanzata cominciò a piedi, con l’attraversamento del fiume Kunar avvenne mediante un traghetto.
La 1ª Compagnia raggiunse l'insediamento di Sangam alle ore 5:00 del mattino, procedendo con la perquisizione della zona. Non furono rinvenute forze ostili all’interno del villaggio, ma due combattenti mujahideen vennero avvistati mentre si ritiravano più in profondità nella gola. Il comandante del 334º Distaccamento, Maggiore Terentyev, posizionato nei pressi dell’ingresso della gola, ordinò l’inseguimento e la cattura (o l’eliminazione) dei sospetti.

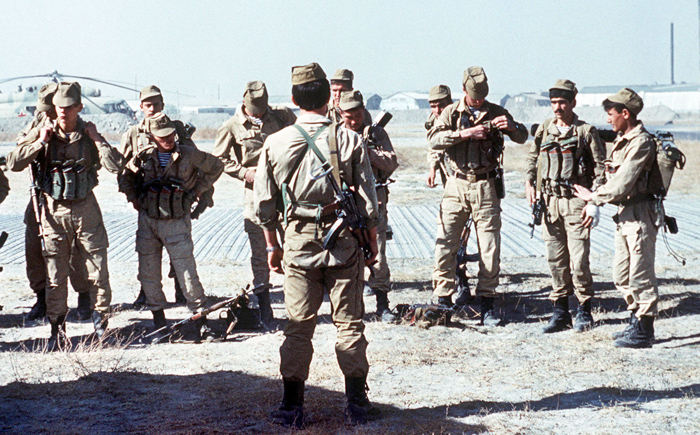
Soldati Specnaz sovietici in Afghanistan

In esecuzione dell’ordine ricevuto, il Capitano Cebruk, comandante della 1ª Compagnia, suddivise i propri effettivi in quattro plotoni e avviò un'avanzata verso l’abitato di Daridam, situato a circa 2 chilometri oltre Sangam. L'avanzamento avvenne lungo entrambi i lati del fondovalle, privo di copertura laterale da parte delle creste. In tale configurazione, soltanto il comandante della 3ª Compagnia, posizionato su un’altura sopra Sangam, mantenne una visuale diretta su Daridam, divenendo l’unico ufficiale in grado di trasmettere aggiornamenti al Maggiore Terentyev.
Il contatto con le forze nemiche avvenne per primo da parte del plotone al comando del Tenente Nikolai Kuznetsov. Il Capitano Cebruk si diresse prontamente verso la zona degli spari, accompagnato da quattro fucilieri, mentre lasciava alle spalle il proprio operatore radio e un plotone, che posizionò su un terrazzamento sopraelevato. Durante il tentativo di valutare la situazione e di reagire al fuoco nemico, il Capitano Cebruk fu colpito mortalmente alla gola.
In seguito alla sua morte, il Maggiore Terentyev perse progressivamente il controllo tattico sull’intera operazione. Le forze mujahideen riuscirono, attraverso l’impiego di mezzi motorizzati, ad aggirare la 1ª Compagnia ed a bloccarne la ritirata, chiudendo la trappola alle sue spalle. Contemporaneamente, mitragliatrici pesanti vennero installate dai mujahideen su entrambe le creste laterali della gola, impedendo di fatto l’avanzata della 2ª e della 3ª Compagnia in soccorso della 1ª.
I membri della 1ª Compagnia, isolati e privi di supporto, furono costretti a prendere posizione difensiva improvvisata, riparandosi dietro bassi muretti di fango. Nel tentativo di ottenere supporto aereo, alcuni soldati lanciarono granate fumogene di segnalazione di colore arancione. Tuttavia, la superiorità numerica del nemico e la scarsità di munizioni, esaurite dopo pochi minuti di combattimento, resero la posizione sovietica insostenibile.

## Tentativo di soccorso

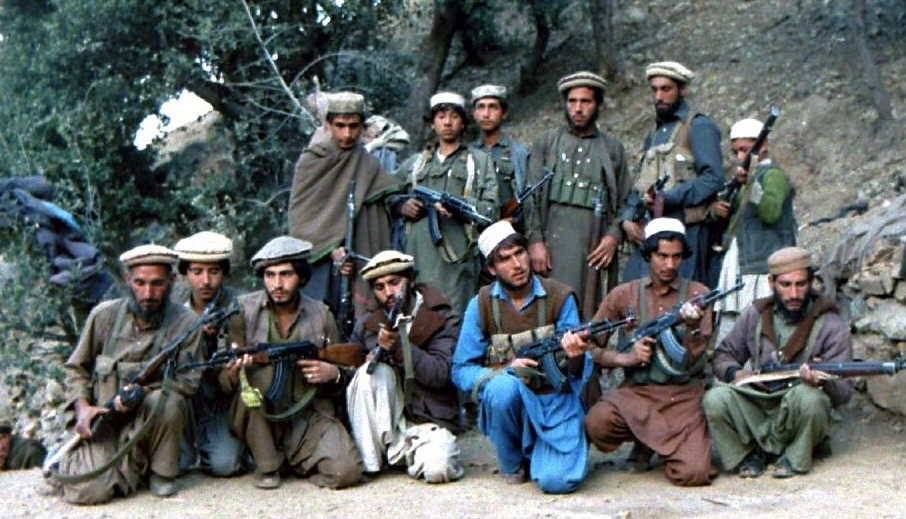
Mujahideen nella provincia di Konar

Durante lo svolgimento degli eventi nella Gola di Maravar, il personale rimanente presso la base del 334º Distaccamento ad Asadabad ricevette un’allerta operativa. In risposta alla situazione critica in corso, fu rapidamente costituita una colonna corazzata utilizzando i veicoli disponibili. Tale formazione fu successivamente rafforzata da un distaccamento corazzato appartenente a un battaglione di fanteria stanziato nelle vicinanze. A causa delle limitazioni logistiche imposte dalla navigazione fluviale, non fu possibile trasportare veicoli corazzati pesanti tramite il traghetto e la colonna fu costretta a percorrere un itinerario alternativo. I mezzi dovettero attraversare il fiume Kunar mediante un ponte situato a circa 10 chilometri dalla base, per poi compiere un tragitto di ulteriori 13 chilometri su terreno montagnoso, accidentato e potenzialmente minato, al fine di raggiungere la Gola di Maravar. Pertanto, la distanza lineare di 3 chilometri tra Asadabad e l’insediamento di Sangam si tradusse in un percorso operativo di 23 chilometri. Nonostante gli sforzi, solo un veicolo da combattimento della fanteria (BMP) riuscì a raggiungere la gola nella mattinata del 21 aprile. Sebbene il suo arrivo non abbia potuto alterare il destino della 1ª Compagnia, ormai isolata e sopraffatta nei pressi di Daridam, il veicolo fornì supporto essenziale alla 2ª e alla 3ª Compagnia, le quali si trovavano in quel momento sotto pesante attacco nella zona di Sangam. La presenza del BMP fu probabilmente determinante nel prevenire ulteriori perdite.
Nel pomeriggio dello stesso giorno, la colonna corazzata al completo, accompagnata da fanteria di supporto, riuscì a raggiungere l’area dell’operazione. Sul posto furono accolti dai superstiti delle unità coinvolte, molti dei quali trasportavano commilitoni feriti. I racconti dei sopravvissuti riferirono gravi abusi nei confronti dei soldati sovietici catturati, alcuni dei quali, secondo tali testimonianze, sarebbero stati decapitati dalle forze mujahideen.

## Perdite
Nel corso dello scontro nella gola di Maravar, la 1ª Compagnia subì la perdita di 31 soldati, la quasi totalità dei quali apparteneva a due gruppi che avevano avanzato fino all'insediamento di Daridam. Di questi, solo due incursori feriti riuscirono a fuggire dalla valle nella serata del 21 aprile.
Caduti:
1. Cap. Nikolaj Nestorovič Cebruk
2. Sottoten. Nikolaj Anatol'evič Kuznecov
3. Sold. Vladimir Vasil'evič Bojčuk
4. 1º Sold. Aleksandr Sergeevič Vakuljuk
5. Cap. Jurij Jeslavovič Gavraš
6. Sold. Andrej Michajlovič Žukov
7. Serg. Oleg Musurmankulovič Kasymov
8. 1º Sold. Nikon Nikolaevič Komogorcev
9. Serg. Stanislav Josifovič Kul'nis
10. Sold. Vladimir Pavlovič Kurjakin
11. Cap. Vasilij Fëdorovič Kučarčuk
12. Sold. Ismatullo Šamsojevič Madiev
13. 1º Sold. Vjačeslav Valentinovič Marčenko
14. Serg. Michail Aleksandrovič Matoch
15. Sold. Viktor Gavrilovič Morjachin
16. Sold. Vasilij Nikolaevič Muzyka
17. Sold. Nail Maratovič Mustafin
18. Cap. Igor Anatol'evič Napadovskij
19. Sold. Andrej Konstantinovič Novikov
20. Serg. Vladimir Leonidovič Nekrasov
21. Sold. Oleg Pavlovič Ovčinnikov
22. Sold. Vladimir Viktorovič Popov
23. Sold. Aleksandr Germanovič Slivko
24. Sold. Vjačeslav Anatol'evič Sulin
25. Serg. Viktor Vasil'evič Tarasov
26. Serg. Džumabek Geldeevič Urazbaev
27. 1º Sold. Vasilij Ivanovič Fediv
28. Sold. Sachob Saatovič Chajdarov
29. Sold. Andrej Michajlovič Čychunov
30. Cap. Abdurachman Tažievič Čutanov
31. Sold. Jurij Nikolaevič Šapovalov

## Conseguenze
Più tardi, le truppe sovietiche furono rinforzate dalla 154ª Unità specnaz, e dal Battaglione d'assalto aereo della 66ª Brigata, arrivati con gli elicotteri da Jalalabad. Anche il 2° Battaglione della 66ª Brigata marciò verso le montagne da Asadabad. Ciò che era stato pianificato come un'incursione di addestramento si era trasformato in una grande operazione di combattimento che coinvolgeva 4 battaglioni e unità di aviazione di prima linea. I mujahideen continuarono a combattere per altri 2 giorni, coprendo l'esodo dei rifugiati civili dagli insediamenti di Sangam e Daridam verso il Pakistan. Altri tre soldati sovietici persero la vita durante le conseguenti operazioni di rastrellamento.
La dura sconfitta della 1ª Compagnia nella Gola di Maravar rimase sconosciuta all'opinione pubblica sovietica per anni. Le prime informazioni iniziarono a circolare in Russia solo a metà degli anni Novanta, e l’episodio resta tuttora uno dei meno noti della guerra in Afghanistan. La decisione di inviare l’unità in azione è stata oggetto di forti critiche, espresse in forma riservata durante l’era sovietica e pubblicamente dopo la sua fine. I punti più contestati riguardano la mancanza di esperienza bellica dei soldati e dei comandanti, l’insufficienza della ricognizione e del supporto operativo, nonché gravi carenze nelle comunicazioni. È stato anche osservato che le unità Specnaz, altamente specializzate in operazioni di sabotaggio e incursioni mirate, non erano adeguate a missioni di tipo convenzionale o di pacificazione.
Il maggiore Viktor Terentyev, comandante dell’unità, fu rimosso dall'incarico poco dopo i fatti e trasferito al quartier generale della 40ª Armata, nella Repubblica Socialista Sovietica Turkmena.
Il 334º Distaccamento specnaz rimase operativo in Afghanistan fino al 1988, mentre base ad Asadabad rimase attiva fino al termine del conflitto.
Le forze statunitensi e dell'Esercito nazionale afghano combatterono successivamente una battaglia contro i Talebani vicino alla stessa località nel 2010, durante l'operazione Strong Eagle.